# Sternidius vittatus
Sternidius vittatus es una especie de escarabajo longicornio del género Sternidius, tribu Acanthocinini, subfamilia Lamiinae. Fue descrita científicamente por Dillon & Dillon en 1956.
La especie se mantiene activa durante los meses de junio, julio, agosto y septiembre.

## Descripción
Mide 3,5-5,5 milímetros de longitud.

## Distribución
Se distribuye por Estados Unidos y Canadá.